# Artist Avenue
Artist Avenue（アーティストアベニュー）は、エフエム北海道（AIR-G'）のラジオ番組『MIDNIGHT RADIO PARK』の内包番組。北海道にゆかりのある音楽アーティストがそれぞれパーソナリティとして出演する音楽番組。2009年4月1日 放送開始。 2010年3月31日 放送終了。

## 概要
2009年4月1日 放送開始。 放送開始当初は、30分枠のため、2組のアーティストが週替わりにて出演。2009年6月3日放送分より放送枠が60分に拡大し、リレー形式の放送体制となった。2009年10月、番組改編により、出演者が4組から3組に変更し、一人当たりの放送枠が15分から20分に拡大。また、既存のパーソナリティも交代した。
エフエム北海道（AIR-G'）の子会社エアジーワークスのWEBコンテンツ「Mono Globe」とのタイアップにより同サイトよりラジオ放送のほかポッドキャストにて配信された。2010年3月31日 番組が放送終了。ラジオ放送が終了後、Ruppina+のみMono Globe限定配信として2作放送した。

## パーソナリティ
- mai（Ruppina+）
- fucchiE（フッチー）
- 河原亜依
- MELLO（メロー）
- Jake stone garage

## 放送時間
※「☆」アーティスト2組が週替わり出演 
2009年4月1日 - 2009年5月13日 ☆
- （27:00 - 27:15） mai（Ruppina+）
- （27:15 - 27:30） fucchiE

2009年4月8日 - 2009年5月20日 ☆
- （27:00 - 27:15） 河原亜依
- （27:15 - 27:30） MELLO

2009年6月3日 - 2009年9月30日
- （27:00 - 27:15） mai（Ruppina+）
- （27:15 - 27:30） fucchiE
- （27:30 - 27:45） 河原亜依：※放送回数は、全22回。
- （27:45 - 27:00） MELLO：※放送回数は、全22回。

2009年10月7日 - 2010年3月31日
- （26:00 - 26:20） mai（Ruppina+）
- （26:20 - 26:40） Jake stone garage：※放送回数は、全25回。
- （27:40 - 27:00） fucchiE：※放送回数は、全48回。

Mono Globe限定配信
- mai（Ruppina+）
  - 2010年5月14日
  - 2010年6月5日 ※現在、活動休止中により配信中断のため放送回数は、全50回。